# 卡多雷地区瓦莱
卡多雷地区瓦莱（義大利語：Valle di Cadore）是意大利威尼托大区贝卢诺省的一个市镇。总面积41平方公里，人口2071人，人口密度50.5人/平方公里（2009年）。国家统计（ISTAT）代码为025063。

## 友好城市
- 瑞士克拉羅